# Nycteris arge
Nycteris arge là một loài động vật có vú trong họ Nycteridae, bộ Dơi. Loài này được Thomas mô tả năm 1903.